# Cyclosorus callensii
Cyclosorus callensii är en kärrbräkenväxtart som beskrevs av Arthur Hugh Garfit Alston. Cyclosorus callensii ingår i släktet Cyclosorus och familjen Thelypteridaceae. Inga underarter finns listade.